# Alhóndiga (município)
Alhóndiga é um município da Espanha na província de Guadalajara, comunidade autónoma de Castela-Mancha, de área 19,2 km² com população de 244 habitantes (2004) e densidade populacional de 12,71 hab/km².

## Demografia
| Variação demográfica do município entre 1991 e 2004 | Variação demográfica do município entre 1991 e 2004 | Variação demográfica do município entre 1991 e 2004 | Variação demográfica do município entre 1991 e 2004 |
| --------------------------------------------------- | --------------------------------------------------- | --------------------------------------------------- | --------------------------------------------------- |
| 1991                                                | 1996                                                | 2001                                                | 2004                                                |
| 272                                                 | 256                                                 | 238                                                 | 244                                                 |